# Open (groupe)
Pour les articles homonymes, voir Open.
Open est un groupe belge de pop rock, originaire de Theux, en Wallonie. Le groupe, actif entre 1990 et 2004, a sorti deux albums, Open (1996) et Lancer franc (1999).

## Historique
Le groupe est formé en 1990 par François Hemmen (guitare, voix), Frédéric Legros (batterie), Didier Maréchal (chant, guitare) et Philippe Maréchal (basse, voix). Ils sont rejoints par Sergio Napolitano (claviers, voix). Didier Maréchal et Sergio Napolitano, qui se partagent les paroles et la musique, participent à la composition. Différents musiciens viennent enrichir le groupe ou remplacer certains membres, dont Jean-Pierre Scheuren (saxophone), Laurence Legros (chœurs), Olivier Janjot (guitare & voix), Steve Méan (basse, voix), Christophe Lousberg (batterie) et Myriam Van Horen (chœurs).
Open est issu d'un mouvement de scouts de Theux, près de Liège en Belgique. Formé en 1990, le groupe commence par quelques reprises avant de commencer à écrire ses propres chansons. Ils sont diffusés à l'échelle locale sur des radios telles que NRJ Belgique, Radio Contact, et RTBF.
En 1996 sort leur premier album, Open. Cette même année, ils sont l'affiche officielle des Francofolies de Spa,.
En 1999 sort leur dernier album, Lancer franc, entièrement enregistré, mixé et produit aux Studios Panoramix de Liège connus pour avoir enregistré les groupes belges Starflam, Miam Monster Miam ou Chilly Pom Pom Pee. Les singles sont L'Eau des fontaines, Ainsi va la vie et Lilia. Cette même année, ils reviennent aux Francofolies de Spa. 
En 2003, le groupe joue de nouveau aux Francofolies de Spa et se dissout la même année.

## Style musical et influences
D'influences diverses, le groupe est marqué par la musique française (Jean-Jacques Goldman, Téléphone) et anglaise rock (U2, The Police).
Marqués par leurs influences, les auteurs compositeurs font la part belle aux mélodies et aux textes simples et accrocheurs de la variété française. Les arrangements sont plus nerveux et efficaces d'influence pop-rock[non neutre].

## Discographie
- 1996 : Open
- 1999 : Lancer franc